# Diego Gutiérrez y Toledo
Diego Gutiérrez y Toledo (Madrid, Corona de Castilla, ca. 1510 – paraje de Tayutic de Tierra Adentro de la alcaldía mayor de Nueva Cartago y Costa Rica, Imperio español, diciembre de 1544) fue el primer gobernador titular de la provincia de Nueva Cartago y Costa Rica desde 1540 hasta 1544 que pertenecía a la Audiencia y Cancillería Real de Panamá en Tierra Firme, creada por la Corona mediante real cédula del 26 de febrero de 1538 por el emperador Carlos V, la cual fue la tercera audiencia de la América española.
Al asumir el mando de su territorio a finales de 1543 su gobernación había sido suprimida por la real audiencia desde el pasado noviembre de 1542, convirtiéndose en una alcaldía mayor dependiente de la Capitanía General de Guatemala.
Era hermano de Felipe Gutiérrez y Toledo, tercer gobernador de Veragua.

## Biografía
Diego Gutiérrez y Toledo había nacido hacia 1510 en la villa de Madrid de la entonces Castilla la Nueva que formaba parte de la Corona castellana, siendo hijo de Alonso Gutiérrez de Madrid, tesorero del emperador, y de María Rodríguez de Pisa, judioconversos; además de ser hermano de Felipe Gutiérrez y Toledo, gobernador de Veragua. Casó con una dama de la familia Ayala.
Fue nombrado gobernador de Nueva Cartago y Costa Rica por título del 29 de noviembre de 1540, pero debido a una serie de dificultades no pudo llegar a su gobernación sino hasta finales de 1543.
En las márgenes del río Suerre o Reventazón fundó la villa de Santiago, hecho sobre el que dio cuenta al rey Carlos I en carta de 22 de noviembre de 1543, en la cual también hacía relación de su llegada a aquella tierra, su calidad y buena disposición de los naturales; además, solicitaba que se le otorgara la gobernación de Nicaragua y se ampliaran los límites de la suya. Daba cuenta de la ausencia de los oficiales reales, de los que solamente el contador estaba en la provincia y se refería al salario del clérigo Francisco Bajo que le había acompañado desde Nicaragua y al pago correspondiente a los tesoros de las sepulturas.
A Santiago llegaron a visitarle los reyes Camaquiri y Cocorí, que le obsequiaron objetos de oro bajo.
Posteriormente remontó el río hasta un paraje suituado a unas treinta millas de la costa, donde fundó el 4 de octubre de 1544 la ciudad de San Francisco, mientras la villa de Santiago quedaba abandonada. 
En San Francisco, el gobernador recibió la visita de los reyes de Suerre y de Cuyupa y de otros señores, que le obsequiaron frutas y a los que agasajó con un banquete. Poco después hizo venir ante sí a los reyes Camaquiri y Cocorí, los apresó y les exigió un cuantioso rescate en oro. Sin embargo, casi enseguida Camaquiri logró fugarse, y Cocorí manifestó a Gutiérrez que carecía de riquezas.
El gobernador entonces le sometió a servidumbre, por lo cual, ante tales abusos —según relató el milanés Jerónimo Benzoni— los reyes de Suerre y Cuyupa, que al principio habían recibido amigablemente a Gutiérrez, "quemaron las casas talaron los frutos y árboles, se llevaron el grano de las labranzas, destruyeron el país y luego se retiraron al monte". Esto obligó a la expedición a abandonar San Francisco y marchar hacia el interior de la provincia.
En el paraje denominado Tayutic, entre los actuales pueblos de Tuís y Chirripó, los expedicionarios, que habían sufrido hambre y otras privaciones, fueron atacados en diciembre de 1544 por un numeroso grupo de indígenas, que dieron muerte al gobernador y a la mitad de los cuarenta hombres que le acompañaban.